# 候 (恒星)
候()是蛇夫座的最亮星，英文名Ras Alhague，来源于阿拉伯语رأس الحية (raʾs al-ḥayyah)，意为“弄蛇者的头”。

## 性质
候是一个轨道周期8.62年的联星系统。直到2011年用自适应光学观测才得到较好的轨道参数，确定个别成员的质量。主星蛇夫座αA，质量大约是太阳的2倍，伴星蛇夫座αB，大约0.85太阳质量。对主星的质量估计范围从较低的1，92-2.10太阳质量，到2.84甚至4.8太阳质量。伴星的质量显示它应该是个K型主序星，还在经由核心的氢聚变产生能量。它们在2012年4月19日达到近拱点，就是两星最接近的时候，角距离为50毫弧秒。
这个恒星系统的合并视星等为+2.08，距离地球大约48光年。主星的恒星分类为A5IV，代表它是一个次巨星，即将耗尽核心的氢并且离开主序带。它辐射出大约25倍太阳光度，表面温度大约8,000K，散发出白色的光芒。
蛇夫座αA是个高速自转的恒星，投影恒星自转速度高达240km/s。它的旋转速度已经达到崩裂极限的88.5%。结果是赤道的半径比两极的半径还要多20%，呈现扁球体的形状。因为扭曲的形状，两极的温度比赤道高了1,840K。该星的自转轴与地球视线的倾角大约是87度，几乎是正对着赤道的。
候的光谱显示出不寻常高的Ca II吸收线。然而，这可能是因为地球与该星间的星际物质，而不是恒星本身或是星周尘埃造成的。

## 外部連結
- Kaler, James B., , Stars (University of Illinois),   [2011-12-25], （原始内容存档于2011-12-31）